# Михаел Варосян
Михаел Варосян (на арменски: Միքայել Վարոսյան) е арменски изпълнител, който е избран да представи страната си на детската „Евровизия“ през 2015 година в София, България.

## Биография
Михаел започва музикалната си кариера на шестгодишна възраст. Учи музика и пеене и е взима участие в множество международни музикални състезания. През 2013 г. участва в арменския финал за престижния фестивал за млади изпълнители „Новая волна“ (Нова вълна) в латвийския курорт Юрмала, а през 2013 участва в конкурса за детска песен „Златни искри“ във Варна, където печели три награди – второ място за най-добро сценично представяне, трето място за най-добро вокално изпълнение и награда за най-харесван изпълнител. През 2013 г. получава наградата „Откритие на годината“ в родината си, а през 2014 г. участва в известния „Славянски базар“ във Витебск, където печели трета награда. Варосян се изявява и като телевизионен водещ у дома на шоуто „Пъзел“ . На 14 юли Арменската национална телевизия обявява, че Михаел е избран да представя страната си на конкурса.
Песента на Михаел за конкурса в София също ще бъде избрана с вътрешна селекция и ще бъде представена в по-късен етап .